# Majdan (powiat hrubieszowski)
Majdan – osada w Polsce położona w województwie lubelskim, w powiecie hrubieszowskim, w gminie Dołhobyczów.
W latach 1975–1998 miejscowość należała administracyjnie do województwa zamojskiego.
Osada wchodzi w skład sołectwa Chłopiatyn. Według Narodowego Spisu Powszechnego z roku 2011 wieś liczyła 128 mieszkańców i była szesnastą co do liczby ludności miejscowością gminy.